# Ayuntamiento de Blackburn
El Ayuntamiento de Blackburn es un edificio municipal en King William Street, Blackburn, Inglaterra. El ayuntamiento, que es la sede de Blackburn con el Ayuntamiento de Darwen, es un edificio catalogado de Grado II.

## Historia
Joseph Feilden de Witton Park, Lancashire, colocó la primera piedra del edificio el 28 de octubre de 1852. Fue diseñado por James Patterson en estilo italiano y construido por Richard Hacking y William Stones, fue inaugurado oficialmente por William Hoole, el alcalde, el 30 de octubre de 1856. El diseño del frente del edificio involucró columnas de orden corintio en el primer piso. Originalmente albergó una comisaría con 18 celdas, una gran sala de reuniones y una cámara del consejo. Se convirtió en la sede del distrito municipal de Blackburn una vez finalizado, y la sede del distrito del condado de Blackburn en 1889.
El rey Jorge V y la reina María lo visitaron en julio de 1913 y la reina Isabel II, acompañada por el duque de Edimburgo, lo visitó en abril de 1955.
En 1969 se construyó un bloque de pisos anexo: los dos edificios estaban conectados por una pasarela elevada y cerrada. La torre tenía 198 pies (60 m) de alto y la cima era de 545 pies (166 m) 9 pulgadas (23 cm) sobre el nivel del mar cuando se construyó. El complejo pasó a ser la sede del distrito de Lancashire de Blackburn en 1974 antes de convertirse en la sede de la nueva autoridad unitaria, Blackburn con el Ayuntamiento de Darwen, en 1998.
Se colocó un adoquín frente al ayuntamiento en agosto de 2017 para conmemorar la vida del sargento de intendencia de la compañía William Grimbaldeston de Blackburn, quien recibió la Cruz Victoria durante la Primera Guerra Mundial. Se colocaron adoquines adicionales fuera del ayuntamiento en abril de 2018 para conmemorar las vidas del teniente comandante Percy Dean y el segundo teniente John Schofield, quienes lograron la misma distinción. En junio de 2019, se colocó un cuarto adoquín frente al ayuntamiento para conmemorar la vida del soldado James Pitts, quien logró la distinción en la Segunda Guerra de los Bóeres.
En mayo de 2019, Blackburn con el ayuntamiento de Darwen anunciaron planes para renovar el tercer y cuarto piso del edificio catalogado del siglo XIX que sigue siendo la oficina principal del ayuntamiento.